# Demon’s Dance (album Jackiego McLeana)
Demon’s Dance – album studyjny amerykańskiego saksofonisty jazzowego Jackiego McLeana, wydany z numerem katalogowym BST 84345 w 1970 roku przez Blue Note Records.

## Powstanie
Materiał na płytę został zarejestrowany 22 grudnia 1967 roku przez Rudy'ego Van Geldera w należącym do niego studiu (Van Gelder Studio) w Englewood Cliffs w stanie New Jersey. Produkcją albumu zajął się Francis Wolff. Album został wydany w 1970.
Album został wydany na płycie kompaktowej po raz pierwszy w 1987, a w 2006 ukazało się wydanie w serii „The Rudy Van Gelder Edition”.

## Lista utworów
Opracowano na podstawie materiału źródłowego.
Wydanie LP
Strona A
| Nr | Tytuł utworu      | Muzyka        | Długość |
| -- | ----------------- | ------------- | ------- |
| 1. | „Demon’s Dance”   | Jackie McLean | 7:06    |
| 2. | „Toyland”         | Cal Massey    | 5:21    |
| 3. | „Boo Ann’s Grand” | Woody Shaw    | 6:53    |
|    |                   |               | 19:20   |

Strona B
| Nr | Tytuł utworu         | Muzyka        | Długość |
| -- | -------------------- | ------------- | ------- |
| 1. | „Sweet Love of Mine” | Woody Shaw    | 6:01    |
| 2. | „Floogeh”            | Jackie McLean | 5:19    |
| 3. | „Message from Trane” | Cal Massey    | 5:29    |
|    |                      |               | 16:49   |

## Twórcy
Opracowano na podstawie materiału źródłowego.
Muzycy:
- Jackie McLean – saksofon altowy
- Woody Shaw – trąbka
- LaMont Johnson – fortepian
- Scotty Holt – kontrabas
- Jack DeJohnette – perkusja

Produkcja:
- Francis Wolff – produkcja muzyczna
- Rudy Van Gelder – inżynieria dźwięku
- Bob Vanosa – projekt okładki
- Francis Wolff – fotografie
- Leonard Feather – liner notes
- Michael Cuscuna – produkcja muzyczna (reedycja z 2006)
- Bob Blumenthal – liner notes (2006)